# أخضر الجسم
أَخْضَرُ الجِسْمُ أو زُمردي مخطط (الاسم العلمي: Somatochlora)، جنس حشرات يعسوبية من فصيلة يعسوبيات هراوية يضم 42 نوعًا موصوفًا توجد عبر نصف الكرة الشمالي.